# Аль-Муид Лидиниллах
Аль-Муид ли-Дин Иллах (араб. المعيد لدين الله‎; англ. Al-Mu'id li-Din Illah) (умер в 1030) - имам Заидитского государства на территории Йемена правивший в период 1027-1030 годов.
После 1002 года Зайдитский имамат в высокогорье Йемена был оспорен между различными претендентами, заявившими себя на правление. Каспийский лидер Зайдитов в Персии Абу Талиб Яхъя иногда формально считается имамом в Зайдитской историографии в период 1020-1033 годов. Между тем, Джафар, брат старого имама аль-Махди аль-Хусейн, правил в Зайдитском центре Саада как эмир для риторической речи (для проповедования). В 1027 появился новый претендент неясного происхождения и заявил свои права на имамат. Он провозгласил себя под названием аль-Муид ли-Дин Иллах (тот, кто приводит людей к богу). В действительности, ему удалось установить свою власть в важном городе Санаа. Тем не менее, он был убит противниками уже в 1030 году.